# Жан-Батист Руссо
Жан-Батист Руссо (фр. Jean-Baptiste Rousseau; 6 квітня 1671, Париж, Французьке королівство — 17 березня 1741, Брюссель, Австрійські Нідерланди) — французький драматург і поет, особливо відомим своїми цинічними епіграмами.